# Scary Monsters and Super Creeps
«Scary Monsters and Super Creeps» es el sexto episodio de la primera temporada de la serie de televisión FlashForward, de la cadena ABC. Fue escrito por los guionistas Seth Hoffman y Quinton Peeples y dirigido por Bobby Roth. Fue transmitido en Estados Unidos y Canadá el 29 de octubre de 2009.

## Argumento
Mark, Demetri y Wedeck tratan de unir el ataque a Janis con un ataque aislado padecido por ellos; Olivia comenta a Mark su visión; Demetri y Gough detectan una pista sobre Mark; Dylan desaparece del hospital. 

## Sucesos
Tras el ataque, Janis tendrá que ser intervenida de urgencia en el hospital. Olivia y su equipo serán los responsables de la operación y de su recuperación. Mientras, Mark, Demetri y Wedeck tras regresar de Washington, buscarán la conexión entre ambos ataques. 
Por otro lado, Demetri y Gough seguirán una nueva pista, relacionada con el flashforward de Mark, que les llevará a descubrir una serie de asesinatos. 
Además en esta agitada noche de Halloween, Dylan, el hijo de Lloyd desaparece del hospital. Lo encontrarán en un lugar que Dylan parece conocer perfectamente, pero donde jamás había estado antes. Esta no será la única sorpresa esta noche, ya que Simon vuelve a aparecer inesperadamente. 

### Simon
El misterioso Simon toma un tren con dirección a Los Ángeles. En el camino, le cuenta a una mujer que es un genio de la física-cuántica. La chica debe ser una fan de las superestrellas de la ciencia ya que acaban la noche en el coche-cama de Simon. Simon confiesa a la mujer que acabó con la vida de un hombre en su flashforward. Al final del capítulo Simon llega a Los Ángeles, sorprende a Lloyd, que no está interesado en hablar con él. Lloyd le dice a Simon: "Nuestro experimento mató a 20 millones de personas" 

### Hospital de Los Ángeles
A raíz de los ataques simultáneos contra los miembros del FBI, el equipo de investigación, se apresuró al hospital para ver el estado de Janis, después de varias complicaciones Olivia logra estabilizarla. Pero surgen nuevos problemas con respecto a su útero. Olivia y Bryce la informan de que las posibilidades de tener hijos son escasas. La noticia devasta a Janis, aunque ella dice que nunca quiso tener un bebé, a pesar de que estaba embarazada en su flashforward.
Demetri recluta a Al para buscar a la gente que intentó matar a Janis. En el depósito de cadáveres, una luz incandescente revela un símbolo azul en uno de los atacantes: Una mano azul la cual es una de las claves del tablón de Mark y también se relaciona con la palabra Baltimore. Hay una calle Baltimore en Los Ángeles. Demetri yAl ven una mano azul en una señal de stop que apunta a una casa aparentemente deshabitada. Hay manchas de sangre en el porche y en todo el piso de abajo, sábanas empapadas de sangre cubren varios cuerpos en la habitación principal, uno de los cuerpos tiene una mano azul.
En el flashforward de Al, que estaba en Londres trabajando en el caso de Rutherford con un enlace de Scotland Yard, un pájaro se estrella contra una ventana y muere. Al estaba investigando el caso de Rutherford, que no existía todavía. En la actualidad, se encuentran un pasaporte en uno de los cuerpos muertos. Es de un hombre escocés llamado Ian Rutherford. La investigación acaba de empezar.
Mark le cuenta a Olivia que los ataques contra ellos y Janis tienen que estar conectados con la investigación Mosaico. Olivia quiere que deje de estar tan obsesionado con el futuro y empiece a vivir en el presente. Mark hace caso a Olivia y decide celebrar Halloween con Charlie. Mark y Aaron se sorprenden al ver a un canguro saltando por el barrio.
Mark ve tres hombres en el barrio con máscaras similares a las usadas por los asesinos en su FlashForward. Mark persigue a uno de los hombres hasta un cementerio. Era solo un adolescente que creía que tenía problemas por tirar rollos de papel higiénico. El joven dice que compró la máscara en una tienda de descuento. Mark entonces recibe una llamada de Nicole. Hay un problema en casa. 

### Dylan
Lloyd Simcoe le dice a su hijo Dylan que quiere que vivan en su casa cuando salga del hospital. Dylan no le hace caso, y luego dice "También es mi casa" Son interrumpidos por Bryce Varley, que recuerda a Lloyd que es el momento de truco o trato en el hospital. Después de truco o trato, Dylan sale del hospital. Sube a un autobús y recita una dirección: 25696 Sawyer Court. El conductor, Ernesto García, le dice a Dylan que tiene que pagar el autobús, pero interviene un hombre. Cuando Dylan llega a la dirección 25696 Sawyer Court, resulta ser la casa de los Benford.
Dylan entra en la casa diciendo, "También es mi casa", Cuando Mark llega, Dylan y Charlie gritan alto entre sí como si fueran viejos amigos. En el flashforward Charlie le hace saber a Dylan que coja caramelos, porque "ésta es su casa también". Dylan lee la dirección de una etiqueta adherida a la nevera. Mientras tanto, Nicole había llamado a Lloyd Simcoe al hospital, ya que Dylan todavía llevaba su pulsera de identificación. 

### Casa de los Benford
Cuando Lloyd ve el interior de la casa de los Benford, se da cuenta de que es el de su Flashforward. Cuando Olivia llega a casa, Lloyd se da cuenta de que tiene que ser la mujer por la que tiene sentimientos tan fuertes en su flashforward -y que le llamaba "Cariño". Mark lo mira con recelo.
Mark le dice a Lloyd que se marche y no vuelva y después acusa a Olivia de ocultarle cosas, sin saber que ella recibió un mensaje anónimo haciéndola saber que él le había estado ocultando cosas a ella. Mark admite que estaba bebido en su flashforward, pero recalca firmemente su promesa de que no va a volver a beber. Eso no es suficiente para Olivia. Mark se queja a Olivia de castigarle por algo que aún no ha hecho; Olivia responde que él ha estado haciendo exactamente eso con ella. No se trata de la bebida. Se trata de confianza, ante lo cual Olivia le dice que ya no van a confiar más el uno en el otro.